# Chennaiyin Football Club 2018-2019
Questa voce raccoglie le informazioni riguardanti il Chennaiyin nelle competizioni ufficiali della stagione 2018-2019.

## Maglie e sponsor
| Casa | Trasferta |

## Rosa
| N. |                        | Ruolo | Calciatore         |
| -- | ---------------------- | ----- | ------------------ |
| 1  | India (bandiera)       | P     | Karanjit Singh     |
| 4  | India (bandiera)       | C     | Isaac Vanmalsawma  |
| 6  | India (bandiera)       | D     | Zohmingliana Ralte |
| 7  | Paesi Bassi (bandiera) | C     | Gregory Nelson     |
| 8  | Palestina (bandiera)   | A     | Carlos Salom       |
| 10 | Spagna (bandiera)      | C     | Andrea Orlandi     |
| 11 | India (bandiera)       | C     | Thoi Singh         |
| 12 | India (bandiera)       | A     | Jeje Lalpekhlua    |
| 13 | Brasile (bandiera)     | D     | Eli Sabiá          |
| 14 | Spagna (bandiera)      | D     | Iñigo Calderón     |
| 15 | India (bandiera)       | C     | Anirudh Thapa      |
| 16 | India (bandiera)       | C     | Sinivasan Pandiyan |
| 17 | India (bandiera)       | C     | Dhanpal Ganesh     |
| 18 | India (bandiera)       | D     | Jerry Lalrinzuala  |

| N. |                    | Ruolo | Calciatore           |
| -- | ------------------ | ----- | -------------------- |
| 19 | Brasile (bandiera) | C     | Raphael Augusto      |
| 20 | India (bandiera)   | A     | Mohammed Rafi        |
| 21 | India (bandiera)   | A     | Baoringdao Bodo      |
| 26 | India (bandiera)   | D     | Tondonba Singh       |
| 27 | Brasile (bandiera) | D     | Maílson Alves        |
| 30 | India (bandiera)   | C     | Francis Fernandes    |
| 31 | India (bandiera)   | C     | Germanpreet Singh    |
| 33 | India (bandiera)   | P     | Sanjiban Ghosh       |
| 34 | India (bandiera)   | D     | Laldinliana Renthlei |
| 39 | India (bandiera)   | P     | Nikhil Bernard       |
|    | India (bandiera)   | D     | Deepak Tangri        |
|    | India (bandiera)   | C     | Abhijit Sarkar       |
|    | India (bandiera)   | A     | Rahim Ali            |

## Calciomercato
| Acquisti | Acquisti             | Acquisti       | Acquisti      |
| R.       | Nome                 | da             | Modalità      |
| -------- | -------------------- | -------------- | ------------- |
| P        | Karanjit Singh       |                |               |
| P        | Sanjiban Ghosh       | Jamshedpur     | definitivo    |
| P        | Nikhil Bernard       | Gokulam Kerala | svincolato    |
| D        | Zohmingliana Ralte   | Bengaluru      | definitivo    |
| D        | Eli Sabiá            | Al-Ra'ed       | definitivo    |
| D        | Iñigo Calderón       |                |               |
| D        | Jerry Lalrinzuala    |                |               |
| D        | Tondonba Singh       | NEROCA         | definitivo    |
| D        | Maílson Alves        |                |               |
| D        | Laldinliana Renthlei | Aizawl         | definitivo    |
| D        | Deepak Tangri        | Indian Arrows  | definitivo    |
| C        | Isaac Vanmalsawma    | Pune City      | definitivo    |
| C        | Gregory Nelson       |                |               |
| C        | Andrea Orlandi       | Novara         | definitivo    |
| C        | Thoi Singh           |                |               |
| C        | Anirudh Thapa        | Minerva Punjab | fine prestito |
| C        | Sinivasan Pandiyan   | Chennai City   | definitivo    |
| C        | Dhanpal Ganesh       |                |               |
| C        | Raphael Augusto      |                |               |
| C        | Francis Fernandes    |                |               |
| C        | Germanpreet Singh    |                |               |
| C        | Abhijit Sarkar       | Indian Arrows  | definitivo    |
| A        | Carlos Salom         | Bangkok Utd    | prestito      |
| A        | Jeje Lalpekhlua      |                |               |
| A        | Mohammed Rafi        |                |               |
| A        | Baoringdao Bodo      |                |               |
| A        | Rahim Ali            | Indian Arrows  | definitivo    |

| Cessioni | Cessioni        | Cessioni       | Cessioni |
| R.       | Nome            | a              | Modalità |
| -------- | --------------- | -------------- | -------- |
| D        | Deepak Tangri   | Indian Arrows  | prestito |
| C        | Abhijit Sarkar  | Indian Arrows  | prestito |
| A        | Baoringdao Bodo | Gokulam Kerala | prestito |
| A        | Rahim Ali       | Indian Arrows  | prestito |

### Mercato invernale
| Acquisti | Acquisti           | Acquisti        | Acquisti   |
| R.       | Nome               | da              | Modalità   |
| -------- | ------------------ | --------------- | ---------- |
| D        | Chris Herd         | Buriram Utd     | definitivo |
| A        | C.K. Vineeth       | Kerala Blasters | prestito   |
| A        | Holicharan Narzary | Kerala Blasters | prestito   |

| Cessioni | Cessioni        | Cessioni        | Cessioni      |
| R.       | Nome            | a               | Modalità      |
| -------- | --------------- | --------------- | ------------- |
| D        | Iñigo Calderón  |                 | svincolato    |
| C        | Andrea Orlandi  | Virtus Entella  | definitivo    |
| C        | Gregory Nelson  |                 | svincolato    |
| A        | Baoringdao Bodo | Kerala Blasters | definitivo    |
| A        | Carlos Salom    | Bangkok Utd     | fine prestito |

## Risultati

### Indian Super League
| Arbitro: | Kumar S. |

|          |           |  |
| Miku 41’ | Marcatori |  |

| Arbitro: | Rowan A. |

|                 |           |                                                      |
| Eli Sabiá 90+5’ | Marcatori | 12’ Edu Bedia 53’ Ferran Corominas 80’ Mourtada Fall |

| Arbitro: | Bora U. |

|                                              |           |                                                      |
| Rowllin Borges 5’ (A.g.) Thoi Singh 15’, 32’ | Marcatori | 29’, 37’, 39’ Bartholomew Ogbeche 54’ Rowllin Borges |

| Nuova Delhi 23 ottobre 2018, ore 19:00 UTC+5:30 4ª giornata | Delhi Dynamos | 0 – 0 referto | Chennaiyin | Jawaharlal Nehru Stadium (8.141 spett.)\| Arbitro: \| John C. \| |
| Arbitro:                                                    | John C.       |               |            |                                                                  |

| Arbitro: | Lairenlakpam A. |

|                               |           |                  |
| Kalu Uche 3’ John Johnson 13’ | Marcatori | 17’ Carlos Salom |

| Arbitro: | Saha R. |

|  |           |                  |
|  | Marcatori | 20’ Modou Sougou |

| Arbitro: | Kumar Gupta R. |

|                                        |           |                                                                        |
| Ashique Kuruniyan 9’ Jonathan Vila 90’ | Marcatori | 54’ Maílson Alves 56’ Gregory Nelson 69’ Iñigo Calderón 72’ Thoi Singh |

| Arbitro: | Bora U. |

|                                                                   |           |                            |
| Pablo Morgado Blanco 14’ Carlos Calvo 28’, Rig.’ Mario Arqués 72’ | Marcatori | 68’, Rig.’ Raphael Augusto |

| Chennai 29 novembre 2018, ore 19:00 UTC+5:30 9ª giornata | Chennaiyin      | 0 – 0 referto | Kerala Blasters | Marina Arena\| Arbitro: \| Aljaafari M. T. \| |
| Arbitro:                                                 | Aljaafari M. T. |               |                 |                                               |

| Arbitro: | Rowan A. |

|                                      |           |                                                    |
| Thoi Singh 24’ Isaac Vanmalsawma 89’ | Marcatori | 15’ Jayesh Rane 45’ (Rig.), Rig.’ Manuel Lanzarote |

| Arbitro: | Kumar S. |

|                                        |           |  |
| Raynier Fernandes 27’ Modou Sougou 56’ | Marcatori |  |

| Arbitro: | Meitei A. |

|                            |           |                                                                   |
| Raphael Augusto 38’ (Rig.) | Marcatori | 16’ Daniel Lalhlimpuia 78’ Bikramjit Singh 82’ Nandha Kumar Sekar |

| Arbitro: | Kumar S. |

|                         |           |  |
| Bartholomew Ogbeche 87’ | Marcatori |  |

| Arbitro: | Kumar Gupta R. |

|                  |           |                     |
| C.K. Vineeth 55’ | Marcatori | 59’, 60’ Marcelinho |

| Arbitro: | Crystal J. |

|                             |           |                   |
| Jeje 32’ Gregory Nelson 43’ | Marcatori | 57’ Sunil Chhetri |

| Arbitro: | Makhadmeh A. |

|                                                |           |  |
| Matej Poplatnik 23’, 55’ Sahal Abdul Samad 71’ | Marcatori |  |

| Chennai 23 febbraio 2019, ore 19:00 UTC+5:30 17ª giornata | Chennaiyin | 0 – 0 referto | Jamshedpur | Marina Arena (13 000 spett.)\| Arbitro: \| Rowan A. \| |
| Arbitro:                                                  | Rowan A.   |               |            |                                                        |

| Arbitro: | Crystal J. |

|                      |           |  |
| Ferran Corominas 26’ | Marcatori |  |

### Andamento in campionato
| Giornata  | 1  | 2  | 3  | 4 | 5  | 6  | 7 | 8 | 9 | 10 | 11 | 12 | 13 | 14 | 15 | 16 | 17 | 18 |
| --------- | -- | -- | -- | - | -- | -- | - | - | - | -- | -- | -- | -- | -- | -- | -- | -- | -- |
| Luogo     | T  | C  | C  | T | T  | C  | T | T | C | C  | T  | C  | T  | C  | C  | T  | C  | T  |
| Risultato | P  | P  | P  | N | P  | P  | V | P | N | P  | P  | P  | P  | P  | V  | P  | N  | P  |
| Posizione | 10 | 10 | 10 | 9 | 10 | 10 | 8 | 9 | 8 | 8  | 9  | 10 | 10 | 10 | 10 | 10 | 10 | 10 |

Legenda:

Luogo: C = Casa; T = Trasferta. Risultato: V = Vittoria; N = Pareggio; P = Sconfitta.

### Super Cup

#### Play-off
| Bhubaneswar 16 marzo 2019, ore 20:30 UTC+5:30 | Chennaiyin | w – o referto | Aizawl | Kalinga Stadium |

#### Ottavi di finale
| Arbitro: | Ajit Meetei |

|                                      |           |  |
| C.K. Vineeth 42’ Jeje Lalpekhlua 43’ | Marcatori |  |

#### Quarti di finale
| Arbitro: | Santosh Kumar |

|                                     |           |                   |
| Maílson Alves 33’ Anirudh Thapa 40’ | Marcatori | 9’ Rowllin Borges |

#### Semifinale
| Arbitro: | Rahul Kumar Gupta |

|                                    |           |  |
| C.K. Vineeth 51’ Anirudh Thapa 58’ | Marcatori |  |

#### Finale
| Arbitro: | Ajit Meetei |

|                                            |           |                     |
| Ferran Corominas 51’ Brandon Fernandes 64’ | Marcatori | 54’ Raphael Augusto |

| Goa | Chennaiyin |

|                 |    |                   |       |       |     |
|                 |    |                   |       |       |     |
| GK              | 13 | Mohammad Nawaz    |       |       |     |
| DF              | 25 | Mourtada Fall     |       |       |     |
| DF              | 20 | Seriton Fernandes |       |       |     |
| DF              | 21 | Saviour Gama      |       |       |     |
| GK              | 17 | Carlos Peña       |       |       |     |
| MF              | 10 | Brandon Fernandes | 64’   | 90+4’ |     |
| MF              | 4  | Hugo Boumous      | 87’   |       |     |
| MF              | 23 | Edu Bedia (c)     |       |       |     |
| MF              | 12 | Jackichand Singh  |       |       |     |
| MF              | 24 | Lenny Rodrigues   |       |       |     |
| FW              | 8  | Ferran Corominas  |       |       | 51’ |
| A disposizione: |    |                   |       |       |     |
| GK              | 32 | Naveen Kumar      |       |       |     |
| DF              | 37 | Mohamed Ali       |       |       |     |
| MF              | 30 | Zaid Krouch       | 87’   |       |     |
| MF              | 22 | Princeton Rebello |       |       |     |
| MF              |    | sana              |       |       |     |
| FW              | 19 | Liston Colaco     | 90+4’ |       |     |
| FW              | 9  | Manvir Singh      |       |       |     |
| Allenatore      |    |                   |       |       |     |
| Sergio Lobera   |    |                   |       |       |     |

|                 |    |                      |     |     |     |
|                 |    |                      |     |     |     |
| GK              | 1  | Karanjit Singh       |     |     |     |
| DF              | 26 | Laldinliana Renthlei |     |     |     |
| DF              | 27 | Maílson Alves (c)    |     |     |     |
| DF              | 13 | Eli Sabiá            |     |     |     |
| DF              | 18 | Jerry Lalrinzuala    |     | 71’ |     |
| MF              | 17 | Dhanpal Ganesh       | 60’ | 68’ |     |
| MF              | 15 | Anirudh Thapa        | 82’ |     |     |
| MF              | 30 | Francis Fernandes    | 67’ |     |     |
| MF              | 19 | Raphael Augusto      |     |     | 54’ |
| MF              | 7  | Gregory Nelson       |     |     |     |
| FW              | 31 | C.K. Vineeth         |     |     |     |
| A disposizione: |    |                      |     |     |     |
| GK              | 33 | Sanjiban Ghosh       |     |     |     |
| DF              | 6  | Zohmingliana Ralte   |     |     |     |
| DF              | 26 | Tondonba Singh       |     |     |     |
| MF              | 11 | Thoi Singh           | 67’ |     |     |
| MF              | 28 | Germanpreet Singh    | 68’ | 86’ |     |
| FW              | 12 | Jeje Lalpekhlua      |     |     |     |
| FW              | 20 | Mohammed Rafi        | 82’ |     |     |
| Allenatore:     |    |                      |     |     |     |
| John Gregory    |    |                      |     |     |     |

### AFC Cup

#### Play-off
| Colombo 6 marzo 2019, ore 19:00 UTC+5:30 Andata | Colombo         | 0 – 0 referto | Chennaiyin | Sugathadasa Stadium (2 850 spett.)\| Arbitro: \| Mohammad Arafah \| |
| Arbitro:                                        | Mohammad Arafah |               |            |                                                                     |

| Arbitro: | Ammar Ebrahim Hasan Mahfood |

|                     |           |  |
| Jeje Lalpekhlua 68’ | Marcatori |  |

#### 1º turno
| Ahmedabad 3 aprile 2019, ore 20:30 UTC+5:30 1ª giornata | Chennaiyin   | 0 – 0 referto | Minerva Punjab | The Arena (1 656 spett.)\| Arbitro: \| Fong Hei Lau \| |
| Arbitro:                                                | Fong Hei Lau |               |                |                                                        |

| Arbitro: | K. Elhatmy |

|                                  |           |  |
| Chris Herd 51’ Maílson Alves 53’ | Marcatori |  |

| Arbitro: | Razlan Joffri |

|                              |           |  |
| Wellington Priori 79’ (A.g.) | Marcatori |  |

| Arbitro: | Hanna Hattab |

|                                                          |           |                                       |
| Kervens Belfort 64’ Masih Saighani 69’ Mamunul Islam 88’ | Marcatori | 6’ C.K. Vineeth 74’ Isaac Vanmalsawma |

| Arbitro: | Hussein Abo Yehia |

|                        |           |                   |
| Samuel Lalmuanpuia 62’ | Marcatori | 90’ Mohammed Rafi |

| Arbitro: | Omar Mubarak Mazaroua Al Yaqoubi |

|                        |           |                                      |
| Afeez Oladipo 71’, 79’ | Marcatori | 53’, 88’ Mohammed Rafi 66’ Eli Sabiá |

### Andamento
| Giornata  | 1 | 2 | 3 | 4 | 5 | 6 |
| --------- | - | - | - | - | - | - |
| Luogo     | C | C | C | T | T | T |
| Risultato | N | V | V | P | N | V |
| Posizione | 2 | 1 | 1 | 1 | 2 | 2 |

Legenda:

Luogo: C = Casa; T = Trasferta. Risultato: V = Vittoria; N = Pareggio; P = Sconfitta.